# 中国微循环学会
中国微循环学会是中华人民共和国微循环科技工作者组成的群众性学术团体，是中国科学技术协会主管的社会团体，1993年成立。